# SPARCstation 5

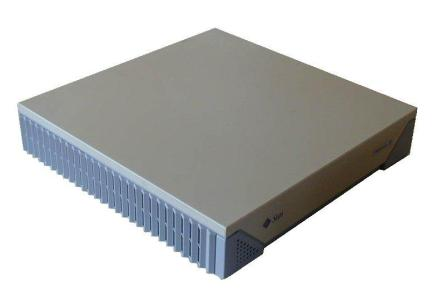
Une SPARCstation 5

SPARCstation 5 ou SS5 (connue sous nom de Aurora) est une station de travail de Sun Microsystems. 
Elle est basée sur une architecture de type Sun-4 et disposée dans un châssis à plat. Une version simplifiée et meilleur marché du SS5 a été commercialisée par la suite sous le nom de SPARCstation 4. 

## OS supportés
Les systèmes d'exploitation suivants peuvent être utilisés sur une SPARCstation 5 :
- SunOS 4.1.3_U1B et suivantes
- Solaris 2.3 Edition II à Solaris 9
- Linux (la plupart des versions de Linux ont des problèmes d´exécution sur cette plateforme)
- NetBSD/sparc
- OpenBSD/sparc
- NeXTSTEP